# تشارلز ويجنز
تشارلز ويجنز (بالإنجليزية: Charles E. Wiggins)‏ (و. 1927 – 2000 م)هو سياسي، وقاضي، ومحامي من الولايات المتحدة الأمريكية . ولد في إل مونتي، لوس أنجليس، كاليفورنيا .
وهو عضو في الحزب الجمهوري .
توفي في لاس فيغاس، نيفادا .